# Fernando Trueba
Fernando Rodríguez Trueba (Madrid, 18 de enero de 1955) es un director de cine, guionista y productor español.

## Biografía
Según sus manifestaciones ya a los quince años deseaba matricularse en la Escuela Oficial de Cine. Sin embargo, justo antes de que pudiera entrar, las autoridades cerraron la escuela en 1976 y entonces decidió matricularse en la entonces recién creada Facultad de Ciencias de la Información de la Universidad Complutense. Allí coincidió con otros aficionados al cine, como el actor Antonio Resines o el crítico Carlos Boyero y pronto llegaron al convencimiento de que ese no era el lugar ideal para aprender a hacer cine. Luego se inició como crítico de cine para el periódico El País y para La Guía del Ocio.
Casado con Cristina Huete, productora de cine, del matrimonio nació Jonás Trueba (1981). Su hermano menor David Trueba (1969) es también guionista y director de cine.

## Trayectoria
Se dio a conocer con su primera película, llamada oportunamente Ópera prima (1980), una película con bajo presupuesto que fue bien aceptada por el público y se convirtió en un exponente de la denominada comedia madrileña.
En 1985 alcanzó el éxito con la comedia de enredo Sé infiel y no mires con quién protagonizada, entre otros, por Ana Belén, Carmen Maura y Antonio Resines y que fue una adaptación de la obra de teatro homónima. Al año siguiente rodó El año de las luces, que ganaría un Oso de Plata del Festival de Berlín.
En 1988 fue presidente de la Academia de las Artes y las Ciencias Cinematográficas de España, la cual otorga anualmente los Goya. En 1989 rodó El sueño del mono loco, con dos estrellas internacionales: Jeff Goldblum y Miranda Richardson.
En 1992 su película Belle Époque fue premiada con nueve premios Goya, a mejor película, mejor director y mejor actriz (Ariadna Gil). En 1993 este filme fue galardonado con el Premio Óscar a la mejor película de habla no inglesa.
En el 1994 dirigió Two Much con Antonio Banderas, Melanie Griffith y Daryl Hannah. Esta comedia no tuvo la repercusión esperada, pero en 1998 Trueba alcanzó otro resonante éxito con La niña de tus ojos, película protagonizada por Penélope Cruz que consiguió siete Goyas, entre ellos el Goya a la mejor película. En 2012 se rumoreó que Trueba y la actriz protagonista estaban preparando una secuela: sería La reina de España, estrenada en 2016.
Entre los últimos trabajos del director, hay que destacar los documentales de tema musical Calle 54 y El milagro de Candeal, y el filme de animación Chico y Rita, que fue nominado a un Premio Óscar. En 2012 presentó El artista y la modelo, un filme inusual: en blanco y negro, hablado en francés, y con dos figuras legendarias del cine europeo, Jean Rochefort y Claudia Cardinale.
Es autor del libro Mi diccionario de cine (1997).
En 2020 estrenó la cinta El olvido que seremos, una producción colombiana protagonizada por Javier Cámara, que clausuró fuera de concurso la Sección Oficial de la 68 edición del Festival Internacional de Cine de San Sebastián. La película es la adaptación de la novela homónima de Héctor Abad Faciolince. 

### Polémica
El 19 de septiembre de 2015 realizó unas declaraciones en el momento que recogió el Premio Nacional de Cinematografía de España en las que el cineasta madrileño afirmó: «Nunca me he sentido español, ni cinco minutos de mi vida», «Siempre he pensado que en caso de guerra iría con el enemigo» y «Me hubiera gustado que Francia ganara la guerra de la Independencia».
Trueba matizó sus declaraciones algunos días después, en la emisora Onda Cero, al declarar: «Yo no he dicho que no me guste España ni que no ame a este país»; después insistió en que carece de «sentimientos nacionalistas» y en que, a su juicio, «ningún nacionalismo es bueno» y manifestó: «Si todos fuéramos menos nacionalistas, no habría este tipo de conflictos y viviríamos en un mundo más tranquilo». Igualmente, manifestó su máximo respeto hacia los que sí tienen sentimientos nacionalistas y pidió perdón a todos los que se sintieron ofendidos con sus palabras. Recordó que él es español, vive en España y paga impuestos en este país: «Podría vivir muy bien en otro sitio, pero estoy muy bien aquí».
Días después, se anunció que Trueba sería galardonado con la Espiga de Honor de la Semana Internacional de Cine de Valladolid a finales de octubre, galardón que reconoce la trayectoria en el cine. Se inició una campaña para recoger firmas en contra de concederle tal galardón, aunque el Festival no cambió su decisión.

## Filmografía
| Año  | Película                       |
| ---- | ------------------------------ |
| 1980 | Ópera prima                    |
| 1983 | Sal gorda                      |
| 1985 | Sé infiel y no mires con quién |
| 1986 | El año de las luces            |
| 1989 | El sueño del mono loco         |
| 1992 | Belle Époque                   |
| 1995 | Two Much                       |
| 1998 | La niña de tus ojos            |
| 2002 | El embrujo de Shanghai         |
| 2009 | El baile de la Victoria        |
| 2010 | Chico y Rita                   |
| 2012 | El artista y la modelo         |
| 2016 | La reina de España             |
| 2020 | El olvido que seremos          |
| 2023 | Dispararon al pianista         |
| 2024 | Isla perdida (Haunted Heart)   |

### Otros proyectos
Además, ha dirigido los documentales Mientras el cuerpo aguante (1982, sobre Chicho Sánchez Ferlosio), Calle 54 (2000, Premio Goya a la mejor película documental) y El milagro de Candeal (2004), y la serie de televisión La mujer de tu vida (1990).

## Premios y nominaciones
Premios Óscar
| Año  | Categoría                          | Película     | Resultado |
| ---- | ---------------------------------- | ------------ | --------- |
| 1994 | Mejor película de habla no inglesa | Belle Époque | Ganador   |
| 2012 | Mejor película de animación        | Chico y Rita | Nominado  |

Premios Goya
| Año  | Categoría                     | Película                | Resultado |
| ---- | ----------------------------- | ----------------------- | --------- |
| 1990 | Mejor película                | El sueño del mono loco  | Ganador   |
| 1990 | Mejor director                | El sueño del mono loco  | Ganador   |
| 1990 | Mejor guion adaptado          | El sueño del mono loco  | Ganador   |
| 1993 | Mejor película                | Belle Époque            | Ganador   |
| 1993 | Mejor director                | Belle Époque            | Ganador   |
| 1993 | Mejor guion original          | Belle Époque            | Ganador   |
| 1999 | Mejor película                | La niña de tus ojos     | Ganador   |
| 1999 | Mejor director                | La niña de tus ojos     | Nominado  |
| 1999 | Mejor guion original          | La niña de tus ojos     | Nominado  |
| 2003 | Mejor guion adaptado          | El embrujo de Shanghai  | Nominado  |
| 2004 | Mejor película documental     | El milagro de Candeal   | Ganador   |
| 2010 | Mejor director                | El baile de la Victoria | Nominado  |
| 2010 | Mejor película                | El baile de la Victoria | Nominado  |
| 2010 | Mejor guion adaptado          | El baile de la Victoria | Nominado  |
| 2011 | Mejor película de animación   | Chico y Rita            | Ganador   |
| 2013 | Mejor película                | El artista y la modelo  | Nominado  |
| 2013 | Mejor guion original          | El artista y la modelo  | Nominado  |
| 2013 | Mejor director                | El artista y la modelo  | Nominado  |
| 2021 | Mejor película iberoamericana | El olvido que seremos   | Ganador   |

Festival Internacional de Cine de Berlín
| Año  | Categoría                                     | Película            | Resultado |
| ---- | --------------------------------------------- | ------------------- | --------- |
| 1987 | Oso de Plata por un logro único sobresaliente | El año de las luces | Ganador   |

Festival Internacional de Cine de Venecia
| Año  | Categoría   | Película    | Resultado |
| ---- | ----------- | ----------- | --------- |
| 1980 | Premio AGIS | Ópera prima | Ganador   |

Festival Internacional de Cine de San Sebastián
| Año  | Categoría                         | Película               | Resultado |
| ---- | --------------------------------- | ---------------------- | --------- |
| 2012 | Concha de Plata al mejor director | El artista y la modelo | Ganador   |

Medallas del Círculo de Escritores Cinematográficos
| Año  | Categoría            | Película                | Resultado |
| ---- | -------------------- | ----------------------- | --------- |
| 1992 | Mejor director       | Belle Époque            | Ganador   |
| 2009 | Mejor director       | El baile de la Victoria | Nominado  |
| 2009 | Mejor guion adaptado | El baile de la Victoria | Nominado  |
| 2012 | Mejor director       | El artista y la modelo  | Nominado  |
| 2012 | Mejor guion original | El artista y la modelo  | Nominado  |

Festival Internacional de Cine de Huesca
| Año  | Categoría               | Resultado |
| ---- | ----------------------- | --------- |
| 1993 | Premio Ciudad de Huesca | Ganador   |

Premios BAFTA
| Año  | Categoría                          | Película     | Resultado |
| ---- | ---------------------------------- | ------------ | --------- |
| 1995 | Mejor película de habla no inglesa | Belle Époque | Nominado  |

- Estrella en el paseo de la fama de Madrid (2011)

| Predecesor: Lola Salvador | Premio Nacional de Cinematografía 2015 | Sucesor: Ángela Molina |